# Searchlight (revista)
Searchlight és una revista anglesa, fundada el 1975 per Gerry Gable, que publica investigacions sobre el racisme, l'antisemitisme i el feixisme al Regne Unit i en altres llocs.
El focus principal d'investigació de Searchlight es l'extrema dreta al Regne Unit. Des del 2012, l'arxiu de materials històrics associats a la revista, The Searchlight Archive, es troba a la Universitat de Northampton i és «un dels recursos d'aquest tipus més extensos i significatius d'Europa». Obert al públic el 2013, inclou una àmplia gamma de material original, com ara testimonis orals, revistes, fulletons i altres materials de grups d'extrema dreta i d'extrema esquerra.

## Història
La revista Searchlight va ser precedida per un diari homònim fundat el 1964 pels diputats del Partit Laborista Reg Freeson i Joan Lestor amb Gerry Gable com a cap d'investigació. Tot i deixar de publicar-se el 1967 després de 4 números, Gable, Maurice Ludmer i altres activistes es van mantenir units com a Searchlight Associates. El 1974 van publicar el pamflet A well oiled nazi machine com a resposta a l'ascens del Front Nacional Britànic, fet que va ajudar a recaptar fons per crear una revista mensual el 1975. El número zero del nou Searchlight va aparèixer el febrer de 1975 amb Ludmer com a director i Gable com a editor. Ludmer i Gable també van formar part del grup inicial que va promoure l'organització antifeixista Anti-Nazi League.
Després de la mort prematura de Ludmer el 1981, l'acadèmic Vron Ware va assumir-ne la direcció editorial fins al 1983. Més endavant, Gable va tornar com a editor, en un paper que va ocupar fins al 1999.
El Partit Nacional Britànic (BNP) va presentar una querella el 2003 contra Searchlight i Searchlight Educational Trust car considerava que havia estat realitzant una activitat política incompatible amb la seva condició benèfica. En conseqüència, l'ens es va dividir en tres àmbits: la revista mensual antifeixista i antiracista Searchlight, l'organisme de recerca i investigació que informa a governs, polítics, periodistes i cossos policials Searchlight Information Services (SIS), i l'organització benèfica dedicada a desafiar i vèncer l'extremisme, el racisme i el feixisme a les escoles Searchlight Educational Trust (SET). Més endavant, SIS i SET es van unir a la campanya Hope not Hate i es van desvincular de la revista Searchlight. Des del 2011, Searchlight s'ha oposat a la cooperació amb l'estat.
Searchlight es serveix en les seves investigacions d'una sèrie d'infiltrats polítics, desertors i informants ocasionals. El 2013 es va revelar que el membre del BNP Duncan Robertson havia estat un informant de Searchlight en particular del grup New Right.
Des que Searchlight es va separar de Hope not Hate, s'ha concentrat a publicar els resultats de les seves investigacions i a donar suport a l'acció directa contra les manifestacions feixistes, com les de l'English Defence League a Walthamstow l'1 de setembre de 2012 i a Chelmsford el 18 d'agost. 2012, i a denunciar el desenvolupament ideològic d'extrema dreta.
El 2014, Searchlight va treure una revista d'art autònoma en línia anomenada Searchlight Magazine Arts. El lloc web conté entrevistes, articles, cançons, ficció i documentals, i celebra la diversitat en el moviment artístic. L'objectiu de la revista és explicar les històries de l'art que ningú no explica i fer una lectura irònica d'una sèrie de temes i causes inusuals.